# Questione ipotetica
Con "questione ipotetica" si intende un paradosso teologico discusso nella teologia scolastica e successiva: "Se Adamo non avesse peccato, il Figlio di Dio si sarebbe lo stesso incarnato in Gesù?" (nella tradizione cristiana scopo principale di incarnazione, morte e resurrezione del Figlio di Dio è la giustificazione dell'uomo, cioè la cancellazione del peccato originale).
Nella questione così posta l'azione di Dio viene vincolata a quella dell'uomo, il che risulta paradossale in quanto lede l'assoluta libertà di Dio che la teologia cristiana gli attribuisce.
La soluzione del paradosso sta nel non vedere l'incarnazione come finalizzata unicamente al rimedio del peccato originale: in tal caso, se Adamo non avesse peccato l'incarnazione non sarebbe dovuta avvenire. Scopo dell'incarnazione è stato la divinizzazione dell'uomo: grazie a incarnazione, morte e risurezione del Figlio di Dio gli uomini possono, nella vita futura, diventare "figli di Dio", ottenendo la cosiddetta "adozione filiale". In tal caso, sia che Adamo avesse o non avesse peccato, l'incarnazione è necessaria.